# Polewoi (Kaliningrad)
Polewoi (russisch Полевой, deutsch Luschninken, 1938 bis 1945 Friedrichsmühle, litauisch Lūšininkai) ist ein Ort in der russischen Oblast Kaliningrad. Er gehört zur kommunalen Selbstverwaltungseinheit Stadtkreis Polessk im Rajon Polessk.

## Geographische Lage
Polewoi liegt 30 Kilometer östlich der Stadt Polessk (Labiau) an der östlichen Ortsgrenze von Salessje (Mehlauken/Liebenfelde). Durch den Ort verläuft die Regionalstraße 27A-145 (ex A190). Die nächste Bahnstation ist Salessje-Nowoje an der Bahnstrecke Kaliningrad–Sowetsk (Königsberg–Tilsit).

## Geschichte
Das einst Luschninken genannte Dorf bestand in den 1930er Jahren aus verstreut liegenden kleinen Höfen und Gehöften. Im Jahre 1874 wurde es in den Amtsbezirk Mehlauken eingegliedert, der zum Kreis Labiau im Regierungsbezirk Königsberg der preußischen Provinz Ostpreußen gehörte. Im Jahre 1910 lebten hier 398 Menschen.
Am 4. Dezember 1924 erfolgte eine Umgliederung Luschninkens vom Amtsbezirk Mehlauken in den Amtsbezirk Uszballen (1936 bis 1938: Uschballen, 1938 bis 1945: Mühlenau). Die Einwohnerzahl sank bis 1933 auf 319.
Am 3. Juni – amtlich bestätigt am 16. Juli – des Jahres 1938 büßte auch Luschninken in ideologischer Abwehr fremdländisch klingender Bezeichnungen seinen Ortsnamen ein und hieß jetzt „Friedrichsmühle“. Am 1. April 1939 erfolgte die Eingliederung der Gemeinde Friedrichsmühle zusammen mit der Gemeinde Kunzenrode (bis 1938: Patilszen bzw. Patilschen, russisch: Oruscheinoje, heute nicht mehr existent) in die Gemeinde Liebenfelde (bis 1938: Mehlauken, russisch: Salessje).
In Kriegsfolge kam Friedrichsmühle 1945 mit dem nördlichen Ostpreußen zur Sowjetunion. Im Jahr 1950 erhielt der Ort (als Luschninken) die russische Bezeichnung Nowoselskoje und wurde gleichzeitig dem Dorfsowjet Salessowski selski Sowet im Rajon Bolschakowo zugeordnet. Seit 1965 gehört der Ort zum Rajon Polessk. Von 2008 bis 2016 gehörte Polewoi zur Landgemeinde Salessowskoje selskoje posselenije und seither zum Stadtkreis Polessk.

## Kirche
Mehrheitlich war die Bevölkerung Luschninkens resp. Friedrichsmühle vor 1945 evangelischer Konfession. Das Dorf war in das Kirchspiel der Kirche Mehlauken (1938 bis 1946: Liebenfelde, russisch: Salessje) eingepfarrt, die zum Kirchenkreis Labiau innerhalb der Kirchenprovinz Ostpreußen der Kirche der Altpreußischen Union gehörte. Heute liegt Polewoi im Einzugsbereich der neu entstandenen evangelisch-lutherischen Gemeinde in Bolschakowo (Groß Skaisgirren, 1938 bis 1946 Kreuzingen). Sie ist eine Filialgemeinde in der Kirchenregion der Salzburger Kirche in Gussew (Gumbinnen), die zur Propstei Kaliningrad der Evangelisch-lutherischen Kirche Europäisches Russland gehört.